# Pave Bonifatius 6.
Bonifatius 6. (død april 896) var pave i april 896. Han blev født i Rom. Valget af ham var et resultat af oprør kort efter pave Formosus' død. Inden sin tid som pave var han to gange blevet afsat fra kirkelige embeder; én gang som subdiakon og én gang som præst. Han døde kun 15 dage efter udnævnelsen som pave, og nogle hævder, at han døde af gigt, mens andre hævder, at han blev skubbet af vejen for at gøre plads for pave Stefan 6., der var den anden kandidat til embedet.
Der blev afholdt et koncil i 898 af Pave Johannes 9., hvor hans tid som pave blev annulleret.